# Головацький Юлій Миколайович
Головацький Юлій Миколайович (31 серпня 1926, Боратин, тодішнього Торчинського району на Волині — 30 травня 2000) — український письменник. Учасник національно-визвольного руху за незалежність України. Політв'язень.

## Сім'я. Дитинство. Шкільні роки
Голов́ацький Юлій Миколайович народився у селі Боратин (тепер с. Веселе) у сім'ї хлібороба, теслі. Під час польської та німецької окупацій батько Юлія Миколайовича Микола Головацький був головою кооперативу на пайових засадах, якого арештували за те, що вийшов з колгоспу. Микола Головацький зробив це тому, що йому було відмовлено у наданні коней, щоб підвозити взимку дітей до Торчинської школи. За ним вийшло з колгоспу ще близько ста сімей, через це реакція влади була миттєвою. Родину Юлія арештували за статтею про ініціювання розвалу колгоспу та засудили до 10 років заслання. Мати Юлія Миколайовича, Оксана, була домогосподаркою, як і більшість жінок у ті часи, а також працювала в дитячому дошкільному закладі кухаркою. У сім'ї було двоє дітей: Юлій та його молодший брат Григорій Головацький.
Юлій навчався спочатку в Торчинській середній школі, де закінчив 7 класів до 1941 року. Потім вступив до Луцької української гімназії, де навчався у 1941—1942 роках, під час німецької окупації. Назва її декілька разів змінювалась: Українська торгова гімназія, Українська гімназія, а остаточно припинила своє існування у 1942 році, називаючись Матуральними курсами.

## Формування світогляду. Діяльність вОУН
Значний вплив на формування світогляду молодого Юлія Головацького виявив Михайло Савур-Ципріянович. При гетьманові Скоропадському він служив полковником, був близький до гетьманського двору. Він у 1931 році перевіз прах В'ячеслава Липинського в с. Затурці, на батьківщину. Коли М. Савур-Ципріянович оселився на квартирі у помешканні Головацьких в 1931—1939 рр., молодий Юлій жадібно вбирав у себе знання з книг бібліотеки, які гість привіз із собою. Йому тоді стали особливо близькими та зрозумілими політичні погляди Вячеслава Липинського, який був прихильником конституційно-монархічної форми правління і вважав, що гетьманська влада є найоптимальнішою для тодішньої України.
З 1943 року — член Організації Українських Націоналістів (ОУН), що тримала вірність своєму старому вождеві Андрію Мельнику. Всією сіткою ОУН(м) на Волині в той час керували Швець та Солтис з Жидичина, а провід очолював Ольжич. Юлій Головацький у свою чергу очолив молодіжний центр ОУН(м) на Волині. У 1943 році вступив до Легіону Української Самооборони.
Діяльність тих організацій, до яких в 1943 році вступив Головацький, відбувалась в строгій конспірації, у підпіллі, де кожен мав свій псевдонім. Юлій Головацький мав їх декілька, а саме: «Українець», «Оріанець», «Савур». Псевдонім «Савур» носив він найдовше. З 1943 року почалося активне підпільне життя «Савура».
ОУН(м), до якої примкнув Головацький, була проти збройної боротьби з німцями, вважаючи це шкідливим для українського населення. Період з 1941 по 1946 рік для Волині, за словами самого Юлія Головацького, був досить трагічним. Адже після відходу українського національного руху в ліс, у 1942 році, «пустоту, що утворилася, спритно заповнили різні антиукраїнські елементи, як з місцевих, так і з привозних поляків». Уся влада в селах і містечках належала польській та пропольській адміністрації, яка так само, як у часи «пацифікації», творила жорстокі розправи над українським цивільним населенням, прикриваючись німецькою службою. Підпільна польська Армія Крайова, здійснюючи диверсії та вбивства німців, видавала ці дії за справу рук українського населення, а німці безпощадно розправлялись з ним. У такий кривавий час волинська сітка ОУН(м) вирішила піти на переговори з німецькою окупаційною владою. Основною ціллю переговорів було припинення переслідувань українського населення. Переговори відбулись у 1943 році в с. Милуші, а Юлій Головацький брав в них участь як перекладач. Юлій Миколайович казав, що після того німці дещо зменшили репресії проти українців і випустили з тюрем близько двох тисяч підпільників.
Олександр Вітолін у статті про ОУН і УПА у лавах Червоної армії написав: 
Юлій Миколайович Головацький, 1926 року народження, з с. Боратин Волинської області 1943 року займався організацією молодіжної мережі оунівців-мельниківців. 1944-го мобілізований до Червоної армії, служив у шифрувальному відділенні. Служба при штабі 6-ої армії давала можливість юнаку зайнятися літературною діяльністю, а точніше – складати військову хроніку. Саме через неї Головацького арештували – бо він жодного разу не згадав у ній ім’я Сталіна. У 1946-му Головацькому вдалося втекти з ув’язнення і нелегально дістатися до України. З 1946-го по 1952-й втікач служив уже в лавах УПА. 1952 року упівець вдруге потрапив під суд. Спочатку його засудили до розстрілу, потім вирок замінили на 25 років виправних робіт. Після смерті Сталіна Головацького карали в Зарічному, де разом з іншими засудженими він організував страйк проти нестерпних умов. За організацію страйку Головацького судили втретє і перевели у в’язницю суворого режиму. В одеській в’язниці тридцятирічний молодик перетворився в «доходягу» і ледве не помер з голоду. Потім Головацького перевели в табір для інвалідів на Рівненщині, після чого відправили в Мордовію. 1957 р. після перегляду справи він вийшов на волю. Головацький помер у 2000 р., доживши до незалежності України .

## Роки ув'язнення
Другу світову війну Юлій Головацький знав не з книг, а безпосередньо через "приціл гвинтівок і обморожені ноги". У 1944 році його забрали до Радянської Армії, яка в той час проходила через Волинь. Служив у 8-му шифрувальному відділенні, а війну закінчив у Німеччині, при штабі 6-ї армії. Ще тоді, в армії, почалися його перші літературні спроби, які тривали аж до його арешту 12 листопада 1945 року, в Борисоглібську (Росія).
Судили його по статтях: 54 (інакодумство), 196 та 82, після чого направили в "ИТЛ" («исправительно-трудовой лагерь»), який був розміщений в околицях Борисоглібська. Такою була "подяка" фронтовику, основна провина якого була в тому, що він, із щирістю і простодушністю юнака, в своїх літературних перших спробах, описуючи хроніку воєнних подій, забував називати ім'я Сталіна.
У травні 1946 року Юлій Головацький втік з місця ув'язнення і нелегально повернувся в Україну. Проживати вдома Головацький тоді не міг, а тому пішов в ОУНівське підпілля. Там боровся з новими окупантами та займався організаційною роботою в ОУН. Підпільне життя продовжувалось з 1946 по 1952 рік, коли під час облави НКВС був схоплений в бункері.

### Луцька тюрма. Київ. Урал
Після того Юлія Миколайовича відправили до Луцька, де під слідством він перебував у внутрішній тюрмі КГБ на вулиці 5 лютого. Слідчим у справі Головацького Юлія Миколайовича був підполковник Плаксюк. Судив його Волинський закритий обласний суд по спец. справах на чолі з суддею Подвйозько. Прокурором був Калугін; адвоката назначила влада, ним була військова Подколзіна. Вирок винесли типовий на той час — вища міра покарання: розстріл, який згодом було замінено на 25 років заслання.  А до цього, одразу після суду, його кинули у Луцьку загальну тюрму, де формувались етапи. Потім перевезли до Києва, а далі, етапом, на Урал, у Нироблазькі табори, назва яких походить від містечка Нироб, що у Пермській області. Там він перебував на табірних пунктах: Солікамськ, Парма, Низва, Зарічне.

### Табірний пункт Зарічне. Страйк
Останнім пунктом перебування Юлія Головацького було Зарічне. Про каторжні праці, які довелось йому пройти, Юлій Миколайович розповідав з болем і смутком. Згадував нелюдські умови і втрачених друзів. За словами самого Юлія Головацького, в'язні займались валінням лісу, працювали по 15—16 годин на добу в умовах постійного недоїдання та пронизливого холоду. За день кожен мусив зрізати 4,5 кубометри лісу примітивною ручною пилкою, а якщо хтось не зміг — того кидали в ізолятор. При невиконанні норми впродовж трьох днів покарання ставали ще суворішими. Платою за тяжку працю був голодний пайок; ударники отримували додатковий пайок: ложка каші. Наглядачі постійно знущались і били в'язнів. На виробництві, нічим не застраховані робітники, часто калічились, часто від цього помирали. І коли, в 1953 році помер Сталін, за словами Юлія Миколайовича: «у мільйонів засланих, замучених людей з'явилась надія, що з приходом до влади Хрущова умови їх перебування поліпшаться». Та, насправді, вони змінились мало. Тому на пункті Зарічне у 1954 році почав визрівати страйк.
Був створений комітет з шести в'язнів, куди входив також Юлій Головацький. Невдовзі комітет оголосив страйк і у пункті ніхто не вийшов на роботу. Збройного повстання в'язні не починали, бо знали з досвіду інших концтаборів, як жорстоко розправлялись «енкаведисти» з усіма, хто намагався боронити рештки потоптаної людської гідності: табір просто винищували. А тому страйк підняли під гаслом: «Да здравствует новое советское правительство, долой нечеловеческие сроки наказания!». Юлій Головацький був автором листа-звернення страйкарів до уряду. У цьому листі, зокрема, йшлося про незадоволення ув'язнених безкарною поведінкою наглядачів та нелюдськими умовами утримання репресованих. У зверненні містилося 20 листів-свідчень, які склали страйкарі, де було висловлено надію на те, що нове партійне керівництво на чолі з Хрущовим полегшить страждання в'язнів; обурювались, чому нове керівництво не ліквідує табори, адже тисячі в'язнів сиділи ні за що. Ще страйкарі висловлювали й протест проти того, що за всі роки існування СРСР не було проголошено жодної амністії для політв'язнів, а їхні родини піддавались переслідуванням. В'язні табору вимагали зустрічі з Хрущовим, але, звичайно, він не приїхав. Замість нього прибули генерал Ігнаров та представник ЦК Філіпов. На переговорах певного результату досягнуто не було, тому що представники влади не могли гарантувати нічого. А на запитання про те, чи вийдуть вони коли-небудь на волю, Ігнаров відповів, що, можливо, не вийдуть ніколи.
Після закінчення страйку шістьох організаторів, в тому числі s Юлія Головацького, судив суд табору. Кожний із них отримав свій новий термін ув'язнення і всіх їх розкидали по різних тюрмах з особливо суворим режимом. На той раз Головацький отримав один рік в Одеській тюрмі суворого режиму 1-го розряду.

### Перебування в Одеській тюрмі

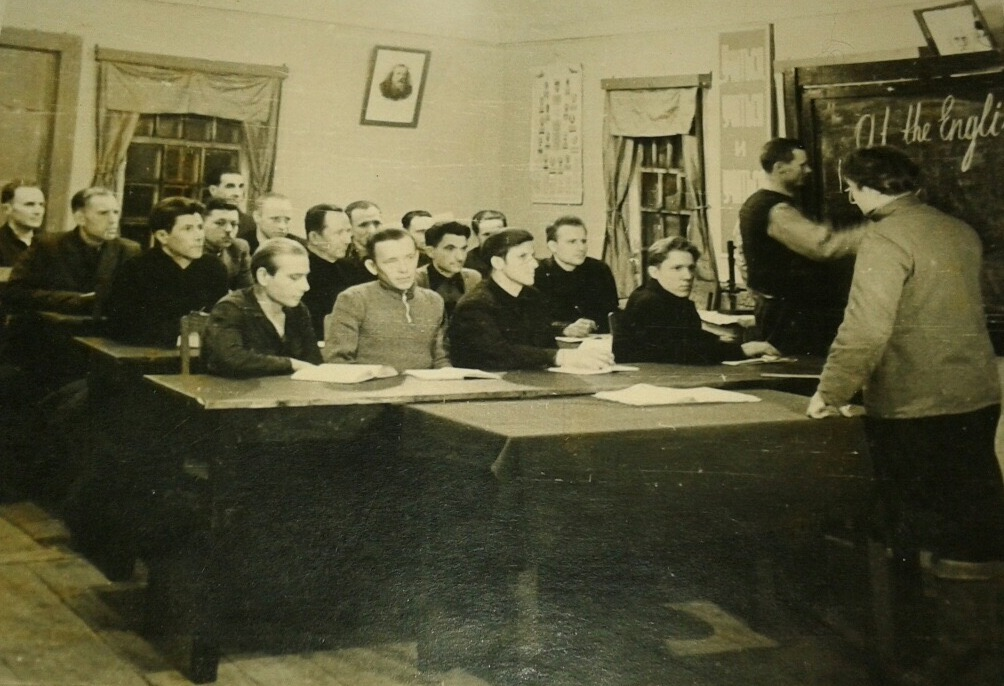
Юлій Миколайович викладає англійську

Як згадував Юлій Миколайович, умови перебування в Одеській тюрмі були жахливі: в'язні, одягнуті в смугасту одежу, були змушені носити дерев'яні черевики. «Витонченість» знущання наглядачів полягала в тому, що за тупання тих черевиків по підлозі карали: садили в карцер на декілька днів. Ходити ж тихо в тих «черевиках» було практично неможливо. Карцер кожному був гарантований. В'язням не дозволялося листування; газети, література, передачі від рідних також були заборонені. На день видавали лише невеликий штрафний пайок. Надзвичайно важко відбував Юлій Миколайович, як і інші ув'язнені, «свій строк». Від хронічного недоїдання він ослаб і не міг пересуватись самостійно, а по тюремній термінології його зарахували в «доходяги», тобто просто списали з життя. Але й серед адміністрації тюрми теж були люди, і додому до Юлія Миколайовича прийшло повідомлення такого змісту: «Сообщаем, что содержащийся в тюрьме № 1 г. Одессы заключенный Головацкий Юлий Николаевич имеет разрешение только на получение денежного перевода г. Одесса, ул. Люсердорфская, дорога 17, тюрьма УМВД, секретариат тюрьмы». Мати Юлія Головацького відразу надіслала позичені в селі гроші і тим самим врятувала йому життя.

### Городище. Інвалідний табір
Через рік ослабленого Юлія відправляють в інвалідний табір, який знаходився в селі Городище Рівненської області. Тут умови перебування були трохи кращі. З особливим теплом згадував Юлій Миколайович друзів, які були ув'язнені разом з ним: полковника інженерних військ УНР Владиславовича, який відразу, після прибуття Головацького в 1955 році на місце, взяв його під свою опіку. Владиславович завідував внутрішньою електростанцією тюрми. Крім того, крутив фільми наглядачам. Освоївши біля нього потрібні технічні навички, Головацький зайняв місце Владиславовича, коли той звільнився. Лагер був переповнений українською інтелігенцією. Серед інших: Лопушанський, письменник зі Львова, композитор Шевченко із Запоріжжя та багато інших, чиї імена загубились в тумані часу, та згадка про них примушувала блищати очі Юлія Миколайовича.

### Дубровлаг
Після інвалідного ж табору, де Головацький пробув близько року, його знову відправили етапом на Київ, а звідти в Дубровлаг, що був, за словами Головацького, «справжньою тюрмою народів». Тут сиділи поляки, німці, іспанці, корейці та представники практично всіх народів, поневолених СРСР. Ще за десятки кілометрів до самого табору навколишня територія була обнесена колючим дротом. На новому місці Юлій Миколайович займався виготовленням футлярів до радіоприймачів на деревообробному комбінаті. У сусідньому в'язниці німці виготовляли радіоприймачі. Ще працював «інструментальщиком» у виробничій зоні, крутив кінофільми наглядачам. Під час свого перебування в Дубровлазі Головацький утримувався в БУРІ (барак усиленного режима), оскільки після його втечі в 1946 році він кваліфікувався як «схильний до втечі». БУР, як розповідав Юлій Головацький, був особливий тим, що «це був немов табір у таборі». Він цілодобово перебував під перехресним вогнем автоматників зі спостережних пунктів. Вночі з БУРу не випускали, на вікнах було встановлено грубі решітки. Підходити до нього іншим в'язням було суворо заборонено.
Крім того, в Дубровлазі під час "хрущовської відлиги" було утворено школу для молоді. В основному, для дітей іспанських республіканців, які, «втікаючи від Франко в соціалістичний рай», попали в його епіцентр — ГУЛАГ. В тій школі Ю. Головацький викладав англійську мову. І там він теж зустрів багато цікавих і талановитих людей: це і естонський письменник, російський поет, полковник радянських військ Дорош, і ректор Львівської консерваторії Барвінський та багато інших. З деякими він ще довго листувався. У 1957 році, під час хрущовської відлиги справу Юлія Головацького переглянули, а його звільнили.

## Життя після арешту
Повернувшись на Батьківщину Юлій Миколайович оселився в Луцьку. Бажав продовжити навчання в медичному закладі, але так не склалось, він поступив у будівельний технікум, закінчив його і працював спочатку майстром, а потім - у комунальній системі проводив благоустрій міста. Також працював у в історичному відділі журналу «Мальви».
Дружина Юлія Миколайовича, Галина Петрівна Печенюк, за освітою медсестра. Діти: старша донька Руслана та молодша Юнона. Окрім літературної діяльності, доробок якої становить близько ста праць, займався фотографією та відеозйомкою. У помешканні Головацьких завжди було людно, адже Юлій Миколайович проводив різноманітні літературні зустрічі у стінах своєї різнобічної сімейної бібліотеки, яку залишив дітям та онукам: Юлії та Аллі. Навчав англійської мови, займався перекладами. Юлій Миколайович присвятив все своє подальше життя після звільнення написанню книги спогадів, яку, на жаль, не встиг дописати та опублікувати за життя. Помер 30 травня 2000 року в лікарні у м. Луцьк Волинської області. Похований у рідному с. Веселе Волинської області як і його брат та батьки.
(У цій статті використано спогади Ю. М. Головацького)

### Участь у відбудові пам'ятника В. Липинського в с. Затурці
…У газеті-самвидаві крайової організації Української Гельсінської Спілки «Вільна думка» (грудень 1989 року) з'явилась перша на Волині стаття про Липинського під назвою «Національна гордість». Імені автора статті тоді не знали, бо підписався він так: «Мешканець Луцька Савур», а впорядкував статтю Леонід Сахнюк. Потім вдалось познайомитись і спілкуватися з автором цієї публікації. Звали його Юлій Михайлович Головацький. (Під час німецької окупації в 1940-х роках у батька Ю. М. Головацького, який працював лісником у маєтку брата історика Володимира Липинського, деякий час проживав особистий секретар і приятель В'ячеслава Липинського Михайло Ципріянович). Пізніше Юлій Головацький взяв участь і виступив на першій міжнародній конференції, що проводилася у 1992 році з нагоди 120-річчя від дня народження видатного вченого і громадсько-політичного діяча. Матеріал, опублікований Ю. Головацьким (зокрема, біографія В. Липинського), через півроку ліг в основу статті Н. Гатальської «Історія старого кладовища», яку було надруковано 12 серпня 1990 року уже в офіційному виданні: головній газеті області «Радянська Волинь».
Все більше людей, передусім представників луцької інтелігенції, виявляли своє зацікавлення досі не знаною постаттю Великого Українця і всіляко підтримували затурцівських краєзнавців: художник Сергій Наумов відшукав і передав машинописний варіант історичної розвідки В. Липинського «Данило Братковський…», реставратор Волинського краєзнавчого музею Леся Обухович відреставрувала фото Липинського-гімназиста, члени Руху Олег Кушнір і Віталій Прокуца виготовили хрест на могилу В'ячеслава Липинського, Юлій Головацький замовив таблички на пам'ятний знак, встановлений на місці поховання».

### Участь у закладенні парку імені Т. Шевченка в Луцьку
…Через 10 років тут вже красувалися розлогі плакучі верби, стрімкі свічі тополь, зацвіли липи, заясніли білокорі берізки, густо забуяли насадження кущів, — пригадує садівничий. — Працівники міської служби зеленого господарства, а серед них були директор Василь Малинчук, начальник служби Григорій Діброва, технік Надія Тоцька, виконроб Юлій Головацький з дружиною Галиною Петрівною та інші, обнесли сквер бетонним декоративним парканом типу Ростовцева та живоплотом, а міськсвітло встановило два світильники. З'явилися паркові лавки для татів і мам, дорослі облаштовували майданчики для дітлашні, у кронах дерев загніздилося співуче птаство… Словом, сквер Тараса Шевченка ставав невід'ємним атрибутом міста, улюбленим місцем відпочинку його мешканців.

### Спогад Клави Корецької, членкині Національної спілки письменників України (з твору І. Корсака«Оксамит нездавнених літ»)
…В обласному центрі вперше після довгої перерви вшановували пам'ять жертв трагічного розстрілу в Луцькій в'язниці 23 червня 1941 року. Про цей розстріл я знала давно. Мені розповів про нього мій колишній співпрацівник і колишній політв'язень Юлій Головацький, з яким я спілкувалася з 1976 року, коли після закінчення Львівського лісотехнічного інституту за направленням потрапила на роботу до Луцька. Звичайно, Юлій Миколайович постійно перебував у полі зору КДБ. Закономірно, що я також опинилася під мікроскопом відомства, яке оберігало голови людей від зайвих думок і правдивої інформації. Адже відмовилася вступити в ряди КПРС, спілкувалася з дисидентом, була внучкою репресованого. Відверто кажучи, до горбачовської перебудови політикою цікавилася мало. Саме Юлію Головацькому завдячую пробудженням патріотичних почуттів та інтересу до заборонених на той час тем…

### Бібліотека сім'ї Головацьких. Наші дні
Усе життя Юлій Головацький колекціонував різноманітні книги, тому назбирав чималу приватну бібліотеку.

29 квітня 2018 року дружина Юлія Миколайовича (Галина) та менша донька (Юнона) за спільним рішенням всієї родини передали Затурцівському меморіальному музею В'ячеслава Липинського в дар цінну книгу В. Липинського, видану у Відні 1926 року («Листи до братів-хліборобів») з його автографом, яка зберігалася багато років у бібліотеці Ю. М. Головацького. Вручили вони книгу Віталію Кушніру під час проведення у Затурцях круглого столу з нагоди 100-річчя проголошення Української Держави — «Українська Держава Павла Скоропадського: здобутки і прорахунки».
Цей екземпляр книги має дарчий напис автора, В’ячеслава Липинського, своєму секретарю, Михайлу Ципріяновичу. Після смерті Липинського він проживав у родині Головацьких в селі Боратин (тепер Веселе) Луцького району. Господар Микола Головацький (батько Ю. Головацького) був добрим теслею і змайстрував недалеко біля хати в садку літній будиночок для пана Михайла. Сімейні перекази свідчать, що там він працював над рукописами, імовірно, й упорядковував літературну спадщину Липинського. За добре ставлення Ципріянович і подарував Головацькому працю Липинського з його дарчим написом. Книга не пропала в плині років та воєн і тепер поповнила фонди меморіального музею. У дарчому написі Липинський зазначав: «Дорогому Михайлу Петровичу Савур-Ципріяновичу з найсердечнішою вдячністю за велику поміч в друкуванню цієї книги, в знак правдивої та незмінної приязні. В’ячеслав Липинський. 24 серпня 1927 р.

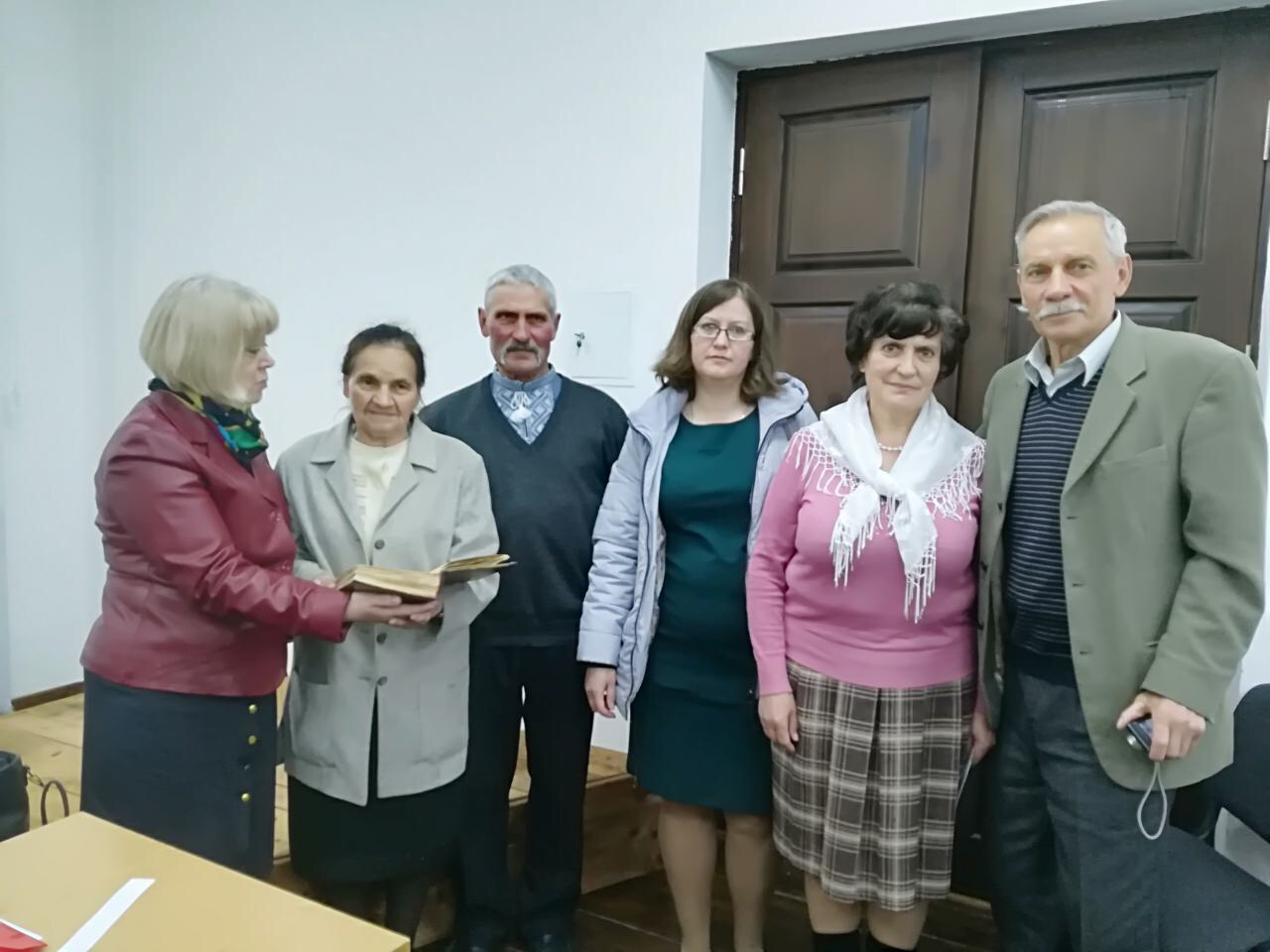
Дружина Ю. М. Головацького дарує книгу Затурцівському музею

Посмертно, в 2018 році у Всеукраїнському літературно-художньому і громадсько-політичному журналі «Перевал» у рубриці «Спадщина» до 90-річчя від дня народження Юлія Головацького надруковано його твір «Бочка», який подала до друку менша внучка Юлія, написавши передмову.

## Твори та публікації
1. Головацький, Юлій. Бочка [Текст] / Юлій Головацький // Самостійна Україна. — 1996. — Ч. 2 (460). — С. 48—55. Рубрики: Історія України Репресії, 1940-ві рр.
2. Головацький, Юлій. Бочка [Текст]: (продовження) / Юлій Головацький // Самостійна Україна. — 1996. —  Ч. 3 (461). — С. 57—60. Рубрики: Історія України Репресії, 1940-і рр.
3. Головацький, Юлій. Бочка [Текст]: (продовження) / Юлій Головацький // Самостійна Україна. — 1996. — Ч. 4 (462). — С. 43—48. Рубрики: Історія України Репресії, 1940-і рр.
4. Головацький, Юлій. Бочка [Текст]: (продовження) / Юлій Головацький // Самостійна Україна. —  1997. —  Ч. 1 (463). — С. 45—49. Рубрики: Історія України ОУН  УПА, 20 ст. Історія України Репресії, 1940-і рр.
5. Головацький, Ю. М. До історії Українського Легіону Самооборони на Волині / Юлій Миколайович Головацький // Календар-альманах «Новий шлях». За ред. Павла Дорожинського. — Канада: Торонто. — 1994. — С. 121—136.
6. Головацький, Ю. М. Бочка [Текст]: / Юлій Головацький // «Перевал». — В. 1—2. — 2018. — С. 199—237. Рубрика: Спадщина.